# 1960年のラジオ (日本)
1960年のラジオ (日本)では、1960年の日本のラジオ番組、その他ラジオ界の動向について記す。

## 主な番組関連の出来事
- 8月14日 - NHKのラジオ第1・第2による『立体音楽堂』にて、この日、以前1959年にモノラルにて制作・放送された、フウケ（フリードリヒ・フーケ）原作の音楽詩劇「オンディーヌ」のステレオによるリメイク版を放送。1960年のイタリア賞ラジオ音楽部門に参加し、同部門でのイタリア賞を受賞した[1][2]。

## 主なその他ラジオ関連の出来事
- 5月1日 - この日、学校法人東海大学の「超短波放送実験局」が実用化試験局に改組され、FM東海として試験放送開始。CMの放送を開始し、日本初の民間運営による超短波放送局となる。のちのエフエム東京の前身。
- 8月 - FM東海、全日放送開始。更に、クロスビー方式（FM-FM方式）（現在のFMステレオ放送とは異なる方式）でのステレオ実験放送を開始。

## 開局
- 4月1日 - 東海ラジオ放送
- 7月1日 - ラジオ沖縄

## 閉局
- 3月
  - 近畿東海放送
  - ラジオ東海

## 商号変更
- 1月1日 - 神戸放送→ラジオ関西
- 11月29日 - ラジオ東京→東京放送

## 特別番組

### 8月放送
- 14日 - 立体（ステレオ）放送 立体ドラマ「われ極点にあり」（NHKラジオ第1放送・第2放送）[1][2]

### 11月放送
- 2日 - 立体（ステレオ）放送 立体放送劇「渦潮」（NHKラジオ第1放送・第2放送）[1][2]
- 3日 - 文化の日特集：放送劇「運命のダイヤル 二人の学徒兵」（NHKラジオ第1放送・第2放送）[注 1][3][2]

## 開始番組

### 1960年4月放送開始
NHKラジオ第1放送
- 4日
  - 明るい社会[4]
  - 午後の娯楽室[4]
  - ラジオ芸能ホール[4]
- 6日 - 科学千一夜
- 10日 - 芸能お国めぐり[4]

NHKラジオ第2放送
- 3日 - ラジオ農業学校（新潟局）[4]
- 4日 - そろばん教室
- 9日 - 定時制高校の時間 ホームルームの話題[5][6]
- 10日
  - 芸能劇場
  - ことばの広場[4]
- 開始日不明 - 高等学校講座中級[6]

東海ラジオ放送
- 2日 - 東海ハイウェイ
- 開始日不明 - キユーピー・バックグラウンド・ミュージック（TBSの同名番組の別バージョンであるが1972年に統合。）

### 1960年7月放送開始
ラジオ関西
- 1日 - 歌声は風にのって

ラジオ沖縄
- 18日 - 民謡の花束

### 1960年9月放送開始
ラジオ沖縄
- 12日 - 方言ニュース

### 1960年10月放送開始
大阪放送
- 5日 - 蝶々さんどないしよう

日本短波放送
- 3日 - 世界経済ダイヤル

### 開始日不明
文化放送
- ロイ・ジェームスの意地悪ジョッキー

## 終了番組

### 1960年4月放送終了
NHKラジオ第1
- 2日 - 二十の扉